# M17 (amatørradio)
 For alternative betydninger, se M17. (Se også artikler, som begynder med M17)
M17 er en dataprotokol baseret på kvantiseret modulation udviklet af Wojciech Kaczmarski (radioamatørkaldesignal SP5WWP) et al. M17 er primært designet til lydkommunikation på VHF-amatørradiobånd og derover.
Projektet modtog et tilskud fra Amateur Radio Digital Communications i 2021 og 2022. M17-protokollen er blevet integreret i adskillige hardware- og softwareprojekter - se her. I 2021 modtog Kaczmarski ARRL Technical Innovation Award for at udvikle en open source digital radiokommunikationsprotokol, hvilket førte til yderligere fremskridt inden for amatørradio.

## Tekniske karakteristikker
M17 bruger Frequency-Division Multiple Access (FDMA) teknologi, hvor forskellige kommunikationsstrømme adskilles efter frekvens og kører samtidigt. M17 bruger 4.800 symboler pr. sekund, 4-niveau frekvensskift-nøgle (4FSK) med et rod Nyquist-filter påført bitstrømmen. Radiokanalerne er 9 kHz brede med en kanalafstand på 12,5 kHz. Bruttodatahastigheden er 9.600 bits per sekund, med den faktiske dataoverførsel på 3.200. Transmissionen, kaldet stream, er opdelt i 40 millisekunder lange datarammer, hver foranstillet med et 16-bit langt synkroniseringsord. En gruppe på 6 datarammer danner en superdataramme og er nødvendig for at afkode linkinformationsdataene. M17-protokol giver mulighed for dataoverførsel med lav hastighed (sammen med tale), f.eks. GNSS positionsdata. M17 er blevet transmitteret gennem EchoStar XXI og QO-100 geostationære satellitter. M17-protokollens specifikation er udgivet under GNU General Public License.

## Lydkodning
M17 anvender Codec 2, et stemme-codec med lav bithastighed udviklet af David Rowe VK5DGR et al. Codec 2 er designet til at blive anvendt til amatørradio og andre stemmeapplikationer med høj kompression. Codec 2 er baseret på lineær prædiktiv kodning med blandet-harmonisk sinusformet excitation. M17-protokollen understøtter både 3200 (full-rate) og 1600 bit pr. sekund (half-rate) modes.

## Fejlhåndtering
Tre metoder bruges til fejlhåndtering: binary Golay code, punkteret convolutional code og bit-interleaving. Derudover udføres XOR-operation mellem databit og en foruddefineret dekorrelaterende pseudotilfældig strøm før transmission. Dette sikrer, at der er så mange symbolovergange i basebåndet som muligt.

## Anvendelser
M17-protokollen blev primært designet til amatørradioanvendelse.
- Radioamatørkaldesignal kodning: 48-bit felt som kan have op til 9 alphanumeriske tegn, hvilket overflødiggør krav til en central bruger-ID database.
- Kryptering:
  - Bit scrambler encryption: pseudorandom binary sequence skabt ved at kombinere en exclusive-or bitwise operation på lyd eller data strømmen og en linear-feedback shift register der anvender en af 3 feedback polynomials med 255, 65.535 og 16.777.215-bit repeat perioder.
  - AES kryptering: 128-bit block encryption cipher operating i CTR mode med bruger-valgbar 128, 192 eller 256-bit key.
- Slow-speed side channel til korte og repeterende data overførsler, fx GNSS positionsdata eller telemetri.
- Tekst messaging.

## Hardware understøttelse
Med en lille hardwaremodifikation kan TYT MD-380, MD-390 og MD-UV380 håndholdte transceivere flashes med en brugerdefineret, gratis open source-firmware for at aktivere M17-understøttelse.

## Bridging med andre modes
Links mellem M17 og andre digitale modes og internetforbundne netværk findes, med flere netværk der giver M17-adgang. Modes der er bridged til, omfatter DMR, P25, System Fusion, D-STAR, NXDN, AllStarLink, EchoLink og IRLP.

## M17 over IP
Access nodes og repeaters kan linkes ved at anvende reflectors. Over 150 M17 reflectors eksisterer over hele verden (maj 2023).

## Historisk
M17-projektet blev startet i 2019 af Wojciech Kaczmarski i Warszawa, Polen. En lokal amatørradioklub, han var medlem af, var involveret i digital stemmekommunikation. Kaczmarski, efter at have eksperimenteret med TETRA og DMR, besluttede at oprette en fuldstændig ikke-proprietær protokol og opkaldte den efter klubbens adresse - Mokotowska 17. Da hver del af protokollen var beregnet til at være open source, blev Codec 2 valgt som talekoder - og M17 udgivet under GNU GPL 2 licens.

## Anvendelser and projekter med M17 understøttelse
- OpenRTX - free and open-source firmware for amatørradioer
- DroidStar - digital voice client til Android
- SDR++ - multiplatform, open-source software defined radio modtager
- SDRangel - multiplatform, open-source software defined radio radiotransceiver
- OpenWebRX - web-baseret software defined radio modtager
- mrefd
- rpitx